# Trận Gerchsheim
Trận Gerchsheim, còn viết là Trận Gerchseim, là một trận giao chiến trong cuộc Chiến tranh nước Đức năm 1866, hay nói cách khác là cuộc Chiến tranh Bảy tuần, đã diễn ra vào ngày 25 tháng 7 năm 1866 tại Gerchsheim, ngày nay thuộc thuộc Main-Tauber-Kreis, nước Đức. Trong trận đánh nhỏ này, Sư đoàn số 13 của quân đội Phổ, dưới quyền chỉ huy của Trung tướng (Generalieutenant) August Karl von Göben – một phần thuộc Binh đoàn Main dưới sự điều khiển của Trung tướng Bá tước Edwin von Manteuffel – đã giành chiến thắng trước toàn bộ Quân đoàn VIII của quân đội Liên minh các quốc gia Đức (với lực lượng đến từ những nước như Áo, Nassau, Baden,...), nằm dưới sự chỉ huy của Vương công Alexander xứ Hesse-Darmstadt, buộc quân của Liên minh phải tiến hành triệt thoái. Đây là một dịp duy nhất tron chiến dịch mà Alexander tập trung đầy đủ binh lực của mình để có thể giáng một đòn trí mạng vào đối phương, tuy nhiên ông ta đã không thể chớp lấy thời cơ. Cùng thời điểm đó, Binh đoàn Main của Phổ đã đánh bại quân đội xứ Bayern dưới sự chỉ huy của Hoàng tử Karl xứ Bayern trong trận Helmstadt-Roßbrunn vào các ngày 25 và 26 tháng 7 năm 1866, buộc quân Bayern phải triệt thoái và hội quân với Quân đoàn VIII của Liên minh tại Würzburg.
Vào ngày 25 tháng 7, tướng Manteuffel đã vượt sông Tauber, và quyết định giao chiến với quân đội của Liên minh các quốc gia Đức mặc dù chịu bất lợi về mặt quân số. Trong khi sư đoàn của tướng Gustav von Beyer ở trung quân sẽ tiến công quân Bayern, sư đoàn của tướng Von Göben có nhiệm vụ tiến công Quân đoàn VIII của Liên minh (với cánh phải là Sư đoàn Baden án ngữ tại Wenkheim và Ober-Alterheim) và sư đoàn của tướng Edouard von Flies được dự bị tại Wertheim. Trong ngày hôm đó, lữ đoàn của tướng Kummer đã xuất quân với tư cách là đội tiền vệ của Sư đoàn số 13 dưới quyền Göben, và khi tiến đến một cánh rừng ở một khoảng cách ngắn về phía trước Gersheim thì Kummer nhận ra quân Áo, Nassau và Württemberg đang dàn trận về hướng bắc đoạn đường. Trong khi liên quân Áo - Nassau và Württemberg chiếm ưu thế về quân số và pháo binh, một lữ đoàn khác của Göben do tướng Karl von Wrangel chỉ huy vốn đã hành binh về hướng bắc để bọc sườn trái của địch thủ. Lữ đoàn Oldenburg của Phổ thì còn quá xa để có thể ứng chiến; tuy nhiên, Kummer quyết định tiến công quân của đối phương. Các khẩu đội pháo của ông đã nhập trận, trong khi phần lớn bộ binh và kỵ binh Phổ dàn trận. Lực lượng pháo binh của Phổ đã khai hỏa, và các cỗ đại bác của Phổ đã bị buộc phải triệt thoái sau một cuộc pháo chiến. Sau đó, Vương công Alexander xứ Hesse đã phái một số quân bộ binh tấn công khu rừng ở đằng sau Kummer, nơi có một số bộ binh Phổ trấn giữ. Tuy nhiên, quân đội Phổ đã phòng ngự quyết liệt và những khẩu súng nạp đạn nhanh của họ đã tàn sát phe tấn công. Cùng lúc đó, lữ đoàn Oldenburg và lực lượng trừ bị đã vào trận, và Wrangel đã tiến đánh vào cánh trái của quân Liên minh. Hỏa lực pháo binh của quân đội Liên minh chỉ gây thiệt hại nhẹ cho kẻ thù của họ. Sự xuất hiện của lữ đoàn của Wrangel ở bên trái, và cuộc phòng thủ dữ dội của Kummer đã buộc quân Liên minh phải bắt đầu triệt thoái.
Lực lượng pháo binh của Oldenburg đã hỗ trợ cho Kummer, nã đạn pháo ác liệt về phía các đội hình đang rút chạy của quân Liên minh. Pháo binh của Liên minh đã dừng chân ở mọi vị trí thuận lợi và pháo chiến đã kéo dài cho đến đêm. Tới thời điểm này, các lực lượng Phổ đã chiếm được và vượt qua Gerchsheim. Ngày hôm sau, đoàn quân rệu rã của Alexander tiếp tục cuộc rút lui của mình.